# Megosmidus tuberculatus
Megosmidus tuberculatus är en skalbaggsart som beskrevs av Hovore 1988. Megosmidus tuberculatus ingår i släktet Megosmidus och familjen långhorningar. Inga underarter finns listade i Catalogue of Life.